# River Frome (Somerset)
Der River Frome ist ein Fluss in der englischen Grafschaft Somerset.
River Frome ist der Name mehrerer Flüsse in Südwestengland. Der Name kommt aus dem Altenglischen und bedeutet im Deutschen so viel wie „rege“ oder „gut“.
Der Fluss entsteht auf der Bungalow Farm östlich von Upton Noble in den Mendip Hills. Der Fluss fließt in nördlicher Richtung durch die Stadt Frome, an deren Nordrand der Mells River in den Frome mündet. Östlich von Freshford mündet der Frome in den Avon.